# St. Franziskus und St. Elisabeth (Halle)

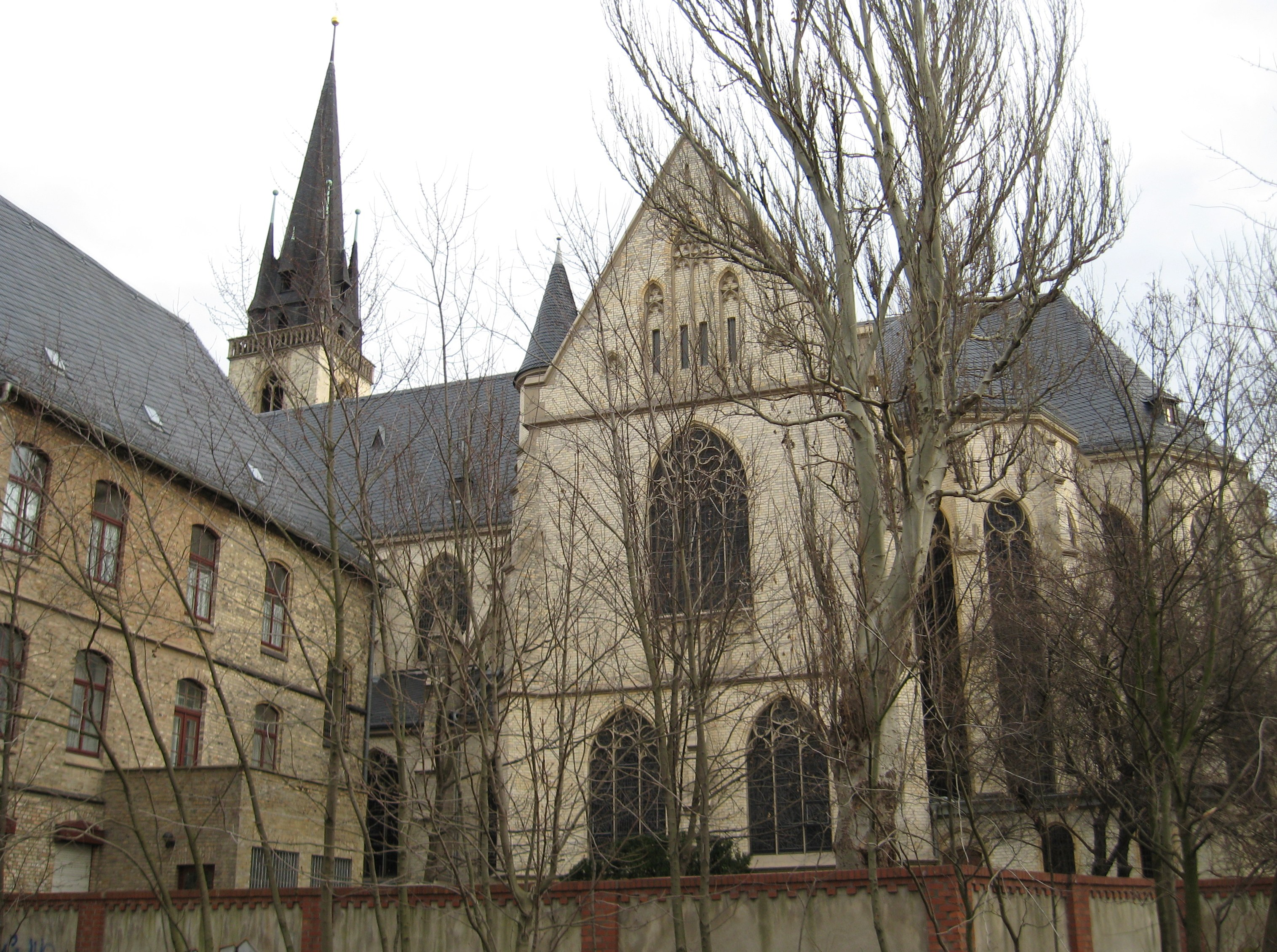
St. Franziskus und St. Elisabeth (Westansicht)

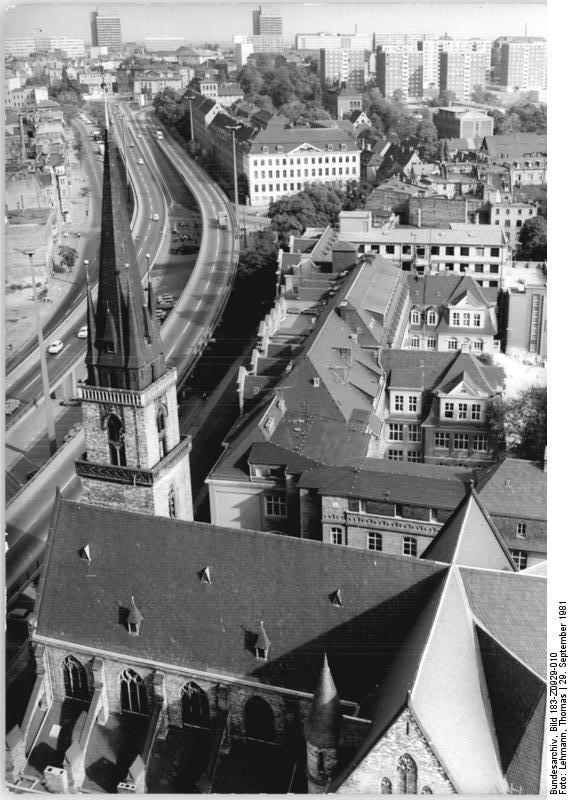
St. Franziskus und St. Elisabeth

St. Franziskus und St. Elisabeth ist die katholische Propsteikirche von Halle (Saale) in Sachsen-Anhalt. Die im Stadtviertel Südliche Innenstadt, Stadtbezirk Mitte, gelegene Kirche wurde von 1894 bis 1896 nach Plänen des Architekten Arnold Güldenpfennig als Backsteinbau im neugotischen Stil errichtet und ist im Denkmalverzeichnis der Stadt Halle unter der Erfassungsnummer 094 04870 verzeichnet.

## Geschichte
Nachdem 1564 infolge der Reformation die letzten katholischen Priester Halle verließen, waren die ersten Katholiken, die wieder zuzogen, Studenten der 1694 gegründeten Universität sowie Soldaten und ihre Familien des 1717 nach Halle verlegten Regiments Anhalt. Fürst Leopold I. von Anhalt-Dessau verfügte, dass ab 1723 katholische Gottesdienste öffentlich abgehalten werden durften. Per Dekret Friedrichs II. vom 11. Juni 1755 wurde den Katholiken der sogenannte „Bildersaal“ der Neuen Residenz als Kirche überlassen.
Am 1. Januar 1808 wurde die katholische Gemeinde zur Pfarrei und vier Jahre später die Kapelle der Neuen Residenz zur Pfarrkirche St. Hieronymus erhoben. Die Kirche trug das Patrozinium des heiligen Hieronymus (französisch: Jérôme de Stridon), des Namenspatrons von Jérôme Bonaparte, des Königs des Königreiches Westphalen, zu dem Halle damals gehörte.
Durch weitere Zuzüge von Katholiken ab Mitte des 19. Jahrhunderts wuchs ihre Mitgliederzahl deutlich an und machte den Bau eines neuen katholischen Gotteshauses erforderlich. 1867 wurde Halle Sitz eines neugegründeten Dekanates. 1883 konnte ein Grundstück an der Mauergasse (heute Mauerstraße) zwischen der St.-Georgen-Kirche und den Franckeschen Stiftungen erworben werden. Durch den Kulturkampf zwischen dem preußischen Staat und der römisch-katholischen Kirche (1871–1887) verzögerte sich der Baubeginn um zehn Jahre. Die Grundsteinlegung erfolgte schließlich am 24. Mai 1894.
Den Neubau entwarf Arnold Güldenpfennig, der als Diözesan- und Dombaumeister des Bistums Paderborn, zu dem Halle damals gehörte, zahlreiche Kirchen schuf. Am 20. Mai 1896 wurde die Konsekration der Kirche durch Bischof Hubert Theophil Simar vollzogen. Für das Patrozinium wurden Franz von Assisi und Elisabeth von Thüringen ausgewählt.
Durch die wachsende Zahl der Katholiken im Großraum Halle wurden aus der Pfarrei Halle auch mehrere Tochtergemeinden gegründet: 1850 Torgau, 1852 Eilenburg, 1855 Naumburg, 1858 Wittenberg, 1860 Merseburg, 1865 Zappendorf, 1866 Lützen, 1891 Giebichenstein, 1903 Ammendorf-Radewell, 1905 Halle-Süd, 1907 Schkeuditz und 1925 Hohenthurm.
Das Preußenkonkordat vom 14. April 1929, durch die Bulle Pastoralis officii nostri vom 13. August 1930 in Vollzug gesetzt, errichtete die Mitteldeutsche Kirchenprovinz. Infolgedessen kam der vom Geistlichen Gericht Erfurt abgetrennte Regierungsbezirk Merseburg mit den Dekanaten Eisleben, Halle/Saale und Wittenberg an das nunmehrige Erzbischöfliche Kommissariat Magdeburg. Zum Dekanat Halle/Saale gehörte damals auch die Pfarrei Halle/Saale mit ihren Filialen Ammendorf, Halle-Giebichenstein, Halle-Süd, Schkeuditz und Zappendorf.
Am 15. November 1942 wurde die Kirche von Papst Pius XII. zur Propsteikirche ernannt.
Im Zuge der Flucht und Vertreibung Deutscher aus Mittel- und Osteuropa 1945–1950 vergrößerte sich die Zahl der Katholiken in Halle so stark, dass 1947 die Kuratie Halle-Ost (Büschdorf) und 1955 die Heilig-Kreuz-Gemeinde als Tochtergemeinden gegründet wurden.
Aufgrund von Kriegsbeschädigungen musste die Kirche in den 1950er und 1960er Jahren umfassend erneuert werden, wobei auch ein Teil der neugotischen Ausstattung verloren ging.
Die katholischen Einwohner der ab 1965 bezogenen Großsiedlung Halle-Neustadt und die sich dort ab 1966 bildende Kirchengemeinde gehörten zunächst zur Pfarrei St. Franziskus und Elisabeth. Am 15. Juli 1969 wurde die bisherige Kuratie Halle-Neustadt zur eigenständigen Pfarrei erhoben, mangels eines eigenen Kirchengebäudes pachtete sie ab 1970 die evangelische Moritzkirche.
Am 1. April 2007 wurde der Gemeindeverbund Halle Mitte (Halle Propstei – Halle St. Mauritius und Paulus – Hohenthurm) errichtet, zu dem neben der Propsteipfarrei St. Franziskus und St. Elisabeth auch die Pfarrei St. Mauritius und Paulus für Halle-Neustadt, welche die Moritzkirche nutzt, und die Kuratie St. Marien in Hohenthurm, welche die evangelische St.-Nikolai-Kirche in Landsberg nutzt, gehören.
Am 2. Mai 2010 wurden die beiden Pfarreien und die Kuratie des bisherigen Gemeindeverbundes Halle Mitte aufgelöst und daraus die heutige Pfarrei St. Mauritius und St. Elisabeth errichtet. Nach dem Weggang von Propst Reinhard Hentschel zum 1. September 2023 wurde von Bischof Gerhard Feige kein neuer Pfarrer mehr eingesetzt, sondern ein „Leitungsteam“ aus vier Ehrenamtlichen und einem geistlichen Moderator, sodass auch der Titel des Propstes ruht.

## Architektur und Ausstattung
Güldenpfennig gestaltete die Kirche als dreischiffige kreuzförmige Pfeilerbasilika mit Querhaus und einem hohen, stadtbildprägenden Turm, der asymmetrisch an der nordöstlichen Ecke des Langhauses steht.
Der Standort der Kirche war ursprünglich sehr wirkungsvoll an der 1847 angelegten neuen Promenade gewählt, die bei Niederlegung der Stadtbefestigungen entstand. Die heute unmittelbar vor der Kirche verlaufende vierspurige Hochstraße beeinträchtigt das Erscheinungsbild der Kirche erheblich.
Der Innenraum zeichnet sich durch Blendtriforien im Langhaus und eine hallenartige Höherführung der Seitenkapellen im Bereich des Chors aus. Die Gewölbe wurden 1964 durch den halleschen Maler Fritz Leweke (1901–2001) neu ausgemalt.
Den Hochaltar, einen geschnitzten und polychromierten Flügelaltar, schufen Wiedenbrücker Künstler nach gotischen Vorbildern. Im östlichen Seitenchor befindet sich ein Marien-Altar, und im westlichen Seitenchor ein Josef-Altar. Ein Pfingstaltar wurde nach St. Nikolai in Bernburg abgegeben.
Die ursprünglichen drei Fenster im Altarraum wurden im Zweiten Weltkrieg stark beschädigt und in den Jahren 1949 bis 1951 nach Entwürfen des Magdeburger Malers Walter Schneider durch die Quedlinburger Glasereiwerkstatt Ferdinand Müller neu gestaltet. Die 14 Stationen des Kreuzwegs an den Seitenwänden schuf 1965 der Künstler Bernhard Langer aus Stolberg.
1922 wurde in der Turmvorhalle ein von dem Architekten Otto Glaw entworfenes Ehrenmal für die Gefallenen des Ersten Weltkriegs mit einer expressionistischen Pietà eingeweiht, die von dem halleschen Bildhauer Richard Horn stammen soll, in einer anderen Quelle jedoch seinem Vater Paul Horn zugeordnet wird.
2021 wurde ein Taufstein aus der 2020 profanierten Pfarrkirche Unbefleckte Empfängnis in Hettstedt übernommen.

### Orgel
Zunächst wurde die um 1860 in der Pfarrkirche St. Hieronymus in der Neuen Residenz von August Ferdinand Wäldner mit zwei Manualen und dreizehn Registern errichtete Orgel übernommen und auf einer Empore im Querschiff aufgestellt, die 1922/1923 von der Orgelbauanstalt Wilhelm Rühlmann zu einer Orgel mit 24 Registern auf zwei Manualen und Pedal umgebaut wurde.
Am 15. September 1941 erhielt das Orgelbauunternehmen Emanuel Kemper in Lübeck den Auftrag für eine der Größe der Kirche angemessene Orgelanlage für 50.300 Reichsmark. Sie sollte 61 Register auf 5 Manualen und Pedal und 4182 Pfeifen aufweisen, davon als Hauptorgel 37 Register über dem Eingang im Norden und als Chororgel 24 Register auf der Seitenempore. Wegen des Krieges konnte die Orgel nicht wie geplant bis Mai 1942 fertiggestellt werden, sondern die nötigen Teile wurden erst bis Dezember 1943 geliefert, aber nicht eingebaut, sondern in der Taufkapelle eingelagert und erst 1949 aufgebaut. Zahlreiche Schäden, so durch minderwertiges, durch die Einlagerung zusätzlich geschädigtes Material und die mangelhafte Ausführung der Montage, führten zu erfolglosen Versuchen, die Orgel durch Reparaturen zu retten. 1958–1961 wurde immerhin die Chororgel vom Bautzener Orgelbau Eule überholt und mit einem eigenen Spieltisch versehen, während die Hauptorgel 1964 stillgelegt und abgebaut wurde. Über einen Neubau der Hauptorgel wurde man sich mit Eule nicht einig, sodass der Auftrag für diesen 1968 zurückgezogen wurde.
1968 erging darauf der Auftrag an den Orgelbau Schuster in Zittau für eine dreimanualige Orgel mit 41 Registern auf drei Manualen und Pedal, die am 7. September 1975 auf der 1964 erbauten Orgelempore über dem Nordeingang eingeweiht wurde; die Chororgel wurde 1976 an eine Schule in Genthin verkauft. Den Prospekt entwarf Fritz Leweke. Diese Orgel wurde 2008–2009 durch Weimbs Orgelbau neuintoniert, wobei im dritten Manual die Vox humana 8′ durch ein Krummhorn 8′ ersetzt wurde. Im Zuge der Reorganisation wurden weitere Koppeln ergänzt. Außerdem wurde das Hauptwerk mit einem Tremulanten ausgestattet, die Suboktavkoppel ergänzt und eine Setzeranlage installiert. Die Spieltrakturen sind mechanisch, die Registertrakturen seit dem Umbau 2008–2009 elektrisch, zuvor mechanisch.
| I Hauptwerk C–g3 |       |
| Bourdon          | 16′   |
| Prinzipal        | 8′    |
| Gemshorn         | 8′    |
| Rohrflöte        | 8′    |
| Oktave           | 4′    |
| Spitzflöte       | 4′    |
| Quinte           | 2 ⁄3′ |
| Superoctave      | 2′    |
| Waldflöte        | 2′    |
| Mixtur V         | 1 ⁄3′ |
| Zimbel III       | 1⁄2′  |
| Trompete         | 8′    |
| Tremulant (2009) |       |

| II Oberwerk C–g3 |        |
| Gedackt          | 8′     |
| Quintade         | 8′     |
| Prinzipal        | 4′     |
| Blockflöte       | 4′     |
| Gemshorn         | 2′     |
| Nasard           | 2 ⁄3′  |
| Terz             | 1 3⁄5′ |
| Sifflöte         | 1′     |
| Scharff IV       | 1′     |
| Schalmei         | 8′     |
| Tremulant        |        |

| III Schwellwerk C–g3 |       |
| Holzgedackt          | 8′    |
| Rohrflöte            | 4′    |
| Sesquialter II       | 2 ⁄3′ |
| Prinzipal            | 2′    |
| Quinte               | 1 ⁄3′ |
| Zimbel II            | 1⁄4′  |
| Krummhorn (2009)     | 8′    |
| Tremulant            |       |

| Pedal C–f1      |         |
| Prinzipal       | 16′     |
| Subbass         | 16′     |
| Quintbass       | 10 2⁄3′ |
| Oktave          | 8′      |
| Bassflöte       | 8′      |
| Choralbass      | 4′      |
| Mixtur VI       | 2 ⁄3′   |
| Bassaliquote IV | 5 1⁄3′  |
| Posaune         | 16′     |
| Trompete        | 8′      |
| Clairon         | 4′      |
| Cornett         | 2′      |

- Koppeln III/I, III/II (2009), II/I	Sub	(2009), II/I, III/P	(2009), II/P, I/P

### Glocken
Im Turm von St. Franziskus und St. Elisabeth hängen vier Bronze-Glocken. Drei (1,2 und 4) wurden von der Gießerei Schilling in Apolda gegossen. Die Gießerei Otto aus Bremen lieferte im Jahr 1930 vier Bronzeglocken mit einem Gesamtgewicht von 2.816 kg und der Schlagtonreihe cis – dis – fis – gis. Drei der Glocken (cis – dis – gis) wurden im Zweiten Weltkrieg beschlagnahmt und eingeschmolzen, nur die fis-Glocke überdauerte den Krieg. Die Glocken sind nach den Patronen der Kirche und den Patronen
der Bistümer Paderborn und Magdeburg benannt und tragen damit verbundene Inschriften, die auch auf die Geschichte der Glocken eingehen. Alle Glocken hängen an gekröpften Stahljochen in einem hölzernen Glockenstuhl.
| Nr. | Name       | Gussjahr | Gießer, Gussort                    | Durchmesser (mm) | Gewicht (kg) | Nominal |
| 1   | Mauritius  | 1962     | Schilling (Apolda)                 | 1500             | 2071         | cis1    |
| 2   | Liborius   | 1962     | Schilling (Apolda)                 | 1245             | 1189         | e1      |
| 3   | Elisabeth  | 1930     | Ernst Karl Otto, Bremen-Hemelingen | 1090             | 800          | fis1    |
| 4   | Franziskus | 1962     | Schilling (Apolda)                 | 920              | 459          | gis1    |

## Katholische Einrichtungen im Umfeld der Kirche
Zum Krankenhaus St. Elisabeth und St. Barbara gehören der Standort St. Elisabeth neben der Kirche und der Standort St. Barbara an der Barbarastraße. Das Krankenhaus St. Elisabeth und St. Barbara gehört heute zum Elisabeth Vinzenz Verbund.